# MOL (entreprise)
Pour les articles homonymes, voir Mol.
MOL est une compagnie pétrolière et gazière hongroise privée, fondée en 1991. Son nom vient de Magyar Olaj és Gázipari (en hongrois : Pétrole et gaz hongrois), ce qui donne en abrégé MOL, choisi comme nom commercial.
Toutefois, elle a adopté un nom de communication plus explicite pour l'international : Mol Hungarian Oil and Gas.
Elle a réalisé en 2006 un profit de 329,5 milliards de forint, soit 1,3 milliard d'euros, en hausse de 35 % par rapport à 2005.
Par sa dimension, elle est la 2e compagnie d'Europe centrale après la polonaise PKN Orlen.
Elle est la 1re capitalisation boursière de la Bourse de Budapest, pesant 31,5 % de son indice BUX, devant la banque OTP. MOL est également coté à la Bourse de Varsovie, où elle est la dernière valeur de l'indice WIG 20.

## Identité et histoire
MOL a longtemps détenu le monopole en Hongrie du transport et du raffinage du pétrole et du gaz russes. En 2004, MOL s'est séparée de ses filiales de stockage et de transport, ainsi que les 50 % détenus dans Panrusgaz avec Gazprom pour l'importation de gaz russe, au profit d'E.ON Ruhrgas, filiale de l'allemand E.ON.
Elle est contrôlée à 20,2 % par le pétrogazier autrichien OMV, 10 % par Magnolia, compagnie basée à Jersey. Les banques sont particulièrement présentes dans son capital avec la hongroise OTP, à 9,2 %, la française BNP Paribas à 8,2 %, et l'italienne Unicredit (via sa filiale Bank Austria) à 5,4 %. Ces investisseurs bancaires constituent des partenaires capitalistiques stables, en plus des 8,3 % détenus en autocontrôle. Les intérêts privés hongrois ne détiennent que 17 % de son capital. Récemment, des intérêts russes ont pris entre 5 % et 10 % du capital sur le marché.
Ce maillage capitalistique met à l'abri la compagnie d'une OPA hostile, dont MOL est parfois la cible. Les derniers mouvements capitalistiques ont réduit considérablement la part du flottant, menant à un statu quo relatif. En 2005, lors de la visite de Ferenc Gyurcsány, Premier ministre hongrois, en Russie, il y eut une négociation pour une tentative de prise de participation de 11,8 % du capial de MOL par Gazprom, en échange d'une sécuratisation de l'approvisionnement en gaz de la Hongrie. Ceci n'a pas abouti. Fin 2007, OMV a proposé un partenariat stratégique (avec un rapprochement à moyen terme) en devenant son actionnaire de référence (40 %), et qui a été refusé par MOL et le gouvernement hongrois, arrêtant la montée de l'autrichien dans le capital (passant de 18,6 % au niveau actuel).

Logo commercial

## Développement international
MOL est essentiellement orienté vers son voisinage immédiat, l'Europe centrale et la Russie.

### Acquisitions
En 2003, elle a une participation de 25 % dans le capital du pétrogazier croate INA, en tant que partenaire stratégique. MOL repousse ainsi ses frontières à la Syrie, l'Égypte, l'Angola et la Namibie, pays où INA est présent. Les deux sociétés ont par la suite acquis en mars 2007 33,5 % chacune d'Energopetrol, la compagnie pétrolière bosniaque.
En 2001, MOL prend une participation dans l'opérateur slovaque d'hydrocarbures, Slovnaft, lors de sa privatisation partielle. Par la suite, elle est filialisée en 2004 avec l'acquisition de 98,4 % de son capital.
Fin 2006, elle achète Baitex, un opérateur russe.
En février 2007, MOL acquiert Italiana Energia e Servizi (IES), une petite société italienne de raffinage, mettant ainsi pied pour la première fois en Europe occidentale.
Désormais, MOL investit lourdement dans les pays où la société a racheté des concurrents, en particulier dans les capacités de raffinage.

### Implantations et projets internationaux
MOL participe aux côtés du Turc Botas, du bulgare Bulgargas, du roumain Transgaz et de l'autrichien OMV à la construction d'un gazoduc, Nabucco, allant de l'Iran à l'Europe occidentale, dans le but de contourner la Russie, qui a la maîtrise des routes des hydrocarbures d'Asie centrale. Chacun des partenaires détient 20 % du consortium. Gaz de France a annoncé le 14 septembre 2007 vouloir rejoindre le projet.
L'intérêt de ce gazoduc est de diversifier les sources d'approvisionnement énergétique de l'Europe, notamment d'un pays comme la Hongrie qui dépend à 80 % du grand voisin russe. Enjeu d'autant plus fort que cette énergie représente 44,5 % de la production électrique magyare.
Hors d'Europe, via sa filiale à 100 %, Hawasina LLC Oman Branch, MOL est présente dans l'exploration en Oman. Elle possède également à 100 % trois filiales, éponymes cette fois, dans l'exploration-production, au Kazakhstan, au Pakistan, et au Yémen.

## Sponsor
Le groupe sponsorise la MOL Liga, ligue de hockey sur glace. Il sponsorise aussi le club hongrois basé à Székesfehérvár, le MOL Fehérvár FC, anciennement nommé Videoton FC.